# 国立上法兰西应用科学学院
国立上法兰西应用科学学院（法語：Institut national des sciences appliquées Hauts-de-France）是法国INSA集团的一所工程师学校，INSA集团在法国共拥有7所学校。2019年由上法兰西理工大学下属的瓦朗谢讷科学技术学院、国立高等信息、自动化、力学、能源与电子工程师学校和体育学院合并而成。